# Władysław Strutyński
Władysław Eugeniusz Strutyński (ukr. Владислав Струтинський; ur. 4 stycznia 1949) – polski naukowiec i działacz polonijny na Bukowinie, wykładowca Uniwersytetu Czerniowieckiego, przewodniczący Obwodowego Towarzystwa Kultury Polskiej im. Adama Mickiewicza w Czerniowcach oraz dyrektor Domu Polskiego. 
Jest wykładowcą Katedry Stosunków Międzynarodowych Wydziału Historii, Nauk Politycznych i Stosunków Międzynarodowych. Zajmuje się badaniem historii i rozwoju społeczno-politycznego państw Europy Środkowo-Wschodniej w XX i XXI wieku. Od początku lat 90. zaangażowany w działalność na rzecz odrodzenia polskości na północnej Bukowinie. Jest dyrektorem Domu Polskiego w Czerniowcach, od 1997 pełni funkcję prezesa Obwodowego Towarzystwa Kultury Polskiej im. Adama Mickiewicza. Jest wiceprzewodniczącym Federacji Organizacji Polskich na Ukrainie.
W 2018 został odznaczony Krzyżem Oficerskim Orderu Odrodzenia Polski za wybitne zasługi w krzewieniu polskości na Bukowinie, za osiągnięcia naukowe w dziedzinie historii i działalność polonijną W 2005 odznaczony Złotym Krzyżem Zasługi.